# Muntiacus vuquangensis
Muntiacus vuquangensis або Гігантський мунтжак — вид парнокопитних ссавців родини оленеві (Cervidae). Був відкритий в 1994 році у віддалених районах В'єтнаму. 
Це найбільший з видів мунтжаків, його висота в холці досягає 70 см, що приблизно вдвічі більше, ніж в інших мунтжаків. Забарвлення темно-буре. Про його спосіб життя практично нічого не відомо. Популяції загрожує скорочення через полювання і деградацію звичних місць існування.
2021 року виявлено невеличку популяцію на північному сході Камбоджі.